# Windpark Sohl
Der Windpark Sohl ist ein geplanter Windpark nahe Sohl bei Bad Laasphe im Kreis Siegen-Wittgenstein. Er soll später über sieben Windkraftanlagen des Typs Vestas V112 verfügen, wobei ursprünglich zehn Windkraftanlagen geplant waren. Rechnerisch könnten etwa 13.000 Haushalte durch Park mit elektrischer Energie versorgt werden. Jede Turbine soll eine installierte Leistung von 3,3 Megawatt haben, womit der Windpark eine installierte Leistung von 23,1 Megawatt aufweisen soll. Die Inbetriebnahme wurde mehrfach durch Gerichtsverfahren verzögert, nachdem bereits Rodungs- und Bautätigkeit durchgeführt worden waren.[veraltet]
Die Planung und Errichtung des Windparks übernimmt die juwi AG. Die Flächen befinden sich in Eigentum von Privatbesitzern sowie dem Landesbetrieb Wald und Holz NRW. Es sollte der erste Windpark werden, welcher auf Waldflächen des Landes Nordrhein-Westfalen errichtet wird.

## Geschichte

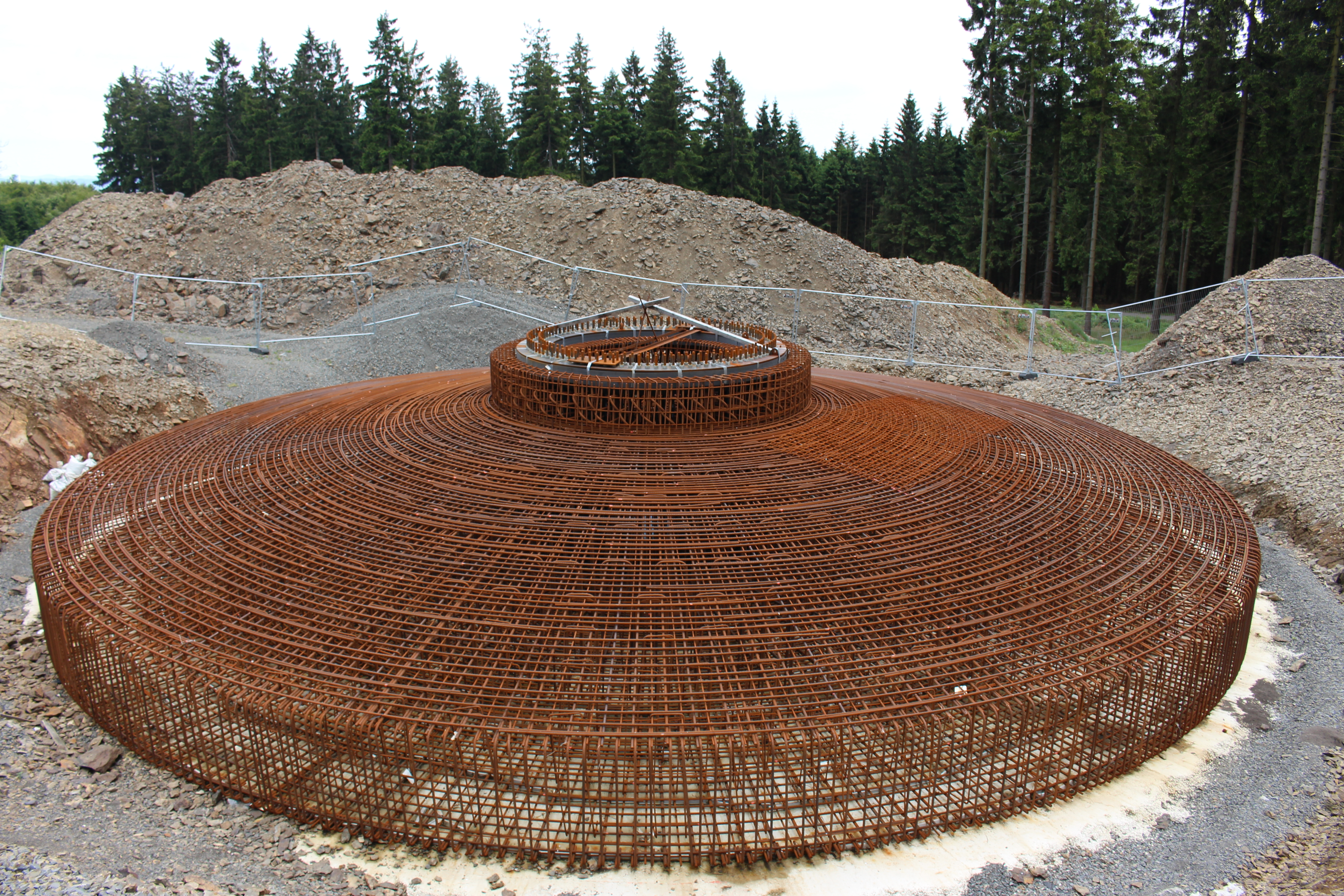
Bewehrungsstahl eines Fundaments während des Baus; inzwischen abmontiert und bei einem anderen Projekt verwendet.

Das Projekt wurde 2011 erstmals der Öffentlichkeit vorgestellt. Der Bauantrag nach dem Bundesimmissionsschutzgesetz wurde am 31. Juli 2013 eingereicht. Im März 2014 wurde die Genehmigung zum Bau des Windparks erteilt. Im Herbst desgleichen Jahres sollte der Windpark in Betrieb gehen.
Gegen den Bau der Anlagen wurde von Gegnern des Projektes ein gerichtlicher Widerspruch eingelegt. Dieser führte zu einem Baustopp. Der Kreis Siegen-Wittgenstein hob diesen später wieder auf. Infolge dieser Zwangspause wurden die Anlagen entgegen den Planungen nicht mehr im Jahr 2014 fertig.
Um nicht von dem Winter beeinträchtigt zu werden, sollten die Bauarbeiten im Frühjahr 2015 fortgesetzt werden. Im Mai 2015 reichte der „Naturschutzverband“ eine Klage sowie einen Widerspruch gegen das Projekt ein. Ende August 2015 bestätigte das Verwaltungsgericht Arnsberg im Eilverfahren den Einspruch der Landesgemeinschaft Naturschutz und Umwelt (LNU). Damit drohte der Windpark zu kippen. Bisher waren lediglich die Fundamente im Rohbau fertiggestellt.
Im Januar 2016 gab juwi bekannt, dass ein neues Genehmigungsverfahren eingeleitet worden ist. Das Unternehmen verkündete Ende April 2016, bald neue Unterlagen für ein Genehmigungsverfahren abzugeben. Darin enthalten sind eine Umweltverträglichkeitsstudie sowie eine Fauna-Flora-Habitat-Verträglichkeitsprüfung. So wolle man der Kernforderung der Widerspruchsführer gegen den Windpark nachkommen sowie die Öffentlichkeit informieren und beteiligen. Ferner wurde bekannt, dass die Bewehrung der Fundamente abmontiert und bei einem anderen juwi-Projekt verwendet wurden, da eine neuere Version des Anlagentyps mit anderem Fundament bzw. höherer Generatorleistung verwendet werden sollte. Diese beträgt 3,3 MW statt 3 Megawatt. Im Frühjahr 2017 sollte der Bau beginnen.
Im September 2016 wurde bekanntgegeben, bis Ende 2016 die Unterlagen beim Kreis Siegen-Wittgenstein als Genehmigungsbehörde einzureichen. Die Inbetriebnahme sollte zu dem Zeitpunkt dann 2018 erfolgen. Die Abgabe der Unterlagen verzögere sich auf den 31. März 2017. Grund dafür sei die intensive Abstimmung für einen rechtsicheren Antrag. Inzwischen liege das Ergebnis einer von der Genehmigungsbehörde geforderten Umweltverträglichkeitsprüfung vor. Aber auch im Januar 2018 gab es weiterhin keine Neuigkeiten aus dem Genehmigungsverfahren. So müsse juwi die Unterlagen nachbessern. Das Unternehmen halte aber an dem Standort fest.
Im April 2018 wurde bekannt, dass juwi weiterhin keine neuen Genehmigungsunterlagen eingereicht hatte, obwohl dies angekündigt war. Da die Stadt noch an der Fertigstellung des Flächennutzungsplanes arbeite, wolle man erst danach die Unterlagen einreichen.[veraltet]

### Gescheiterter Verkauf
Der Windpark sollte als Gesamtpaket für 46 Mio. Euro an die Wuppertaler Stadtwerke verkauft werden. Der potentielle Käufer zog das Angebot zurück, da er davon ausging, dass die Windprognosen zu hoch angesetzt worden waren. Dies wurde von der Wuppertaler Grünen-Fraktion mit Enttäuschung aufgenommen.

## Windkraftanlagen und Technik

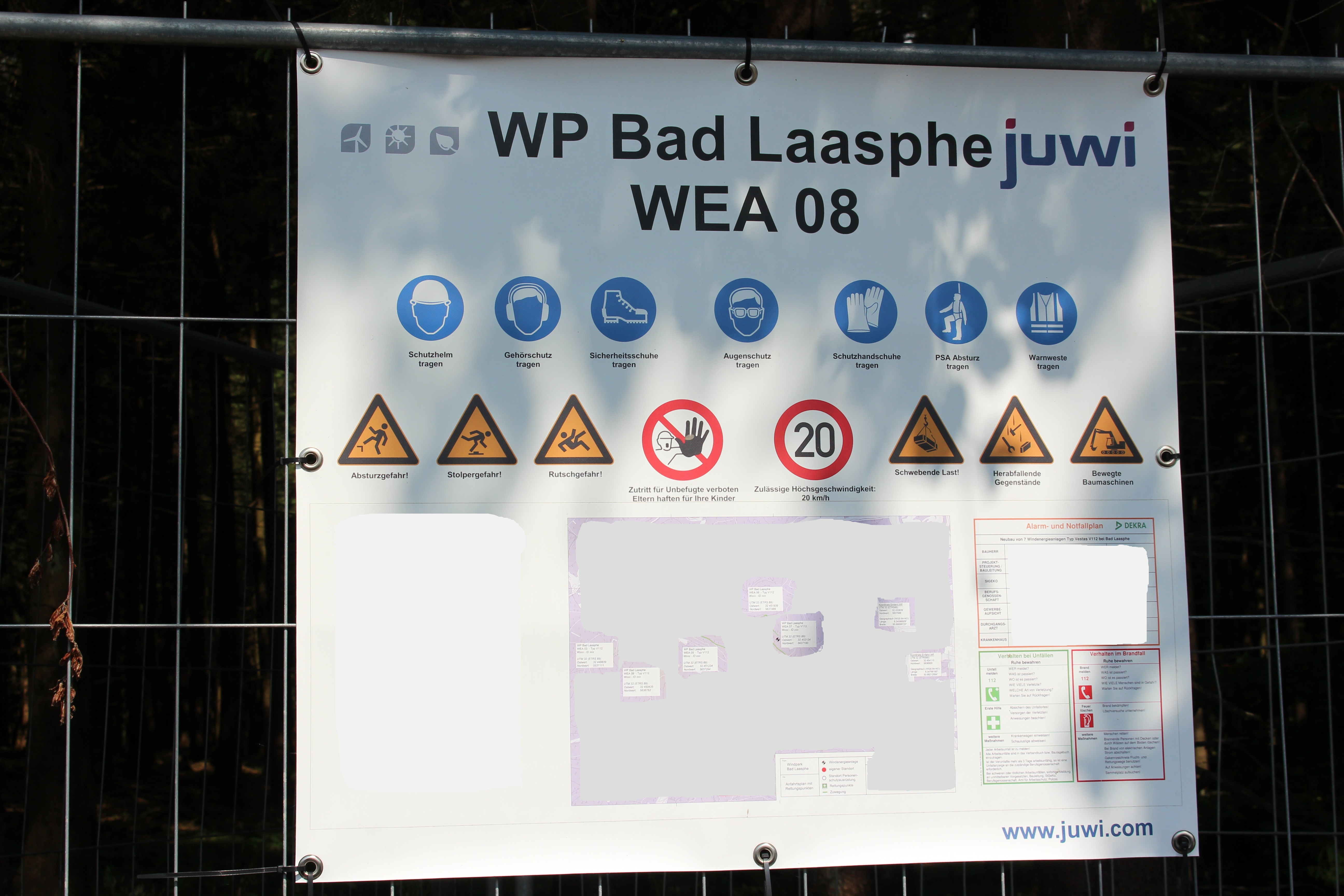
Baustellenschild mit Koordinaten der Anlagen

Die sieben Windkraftanlagen sollen vom Typ Vestas V112 sein, welche einen Rotordurchmesser von 112 m, eine Nabenhöhe von 140 m und daraus folgend eine Gesamthöhe von 196 m haben. Sie haben eine installierte Leistung von jeweils 3,3 MW.
Die Einspeisung soll über ein Umspannwerk in Eibelshausen erfolgen, von wo aus die Energie über das E.ON-Netz verteilt wird.
| Anlage             | Koordinaten | Position                            |
| ------------------ | ----------- | ----------------------------------- |
| 1                  | WEA 1       |                                     |
| Planung aufgegeben |             |                                     |
| 3                  | WEA 2       | nahe dem Kompass und der Ilsequelle |
| 4                  | WEA 4       |                                     |
| 5                  | WEA 5       |                                     |
| 6                  | WEA 6       |                                     |
| 7                  | WEA 7       |                                     |
| 8                  | WEA 8       |                                     |
| Planung aufgegeben |             |                                     |
| Planung aufgegeben |             |                                     |

## Widerstand gegen das Projekt

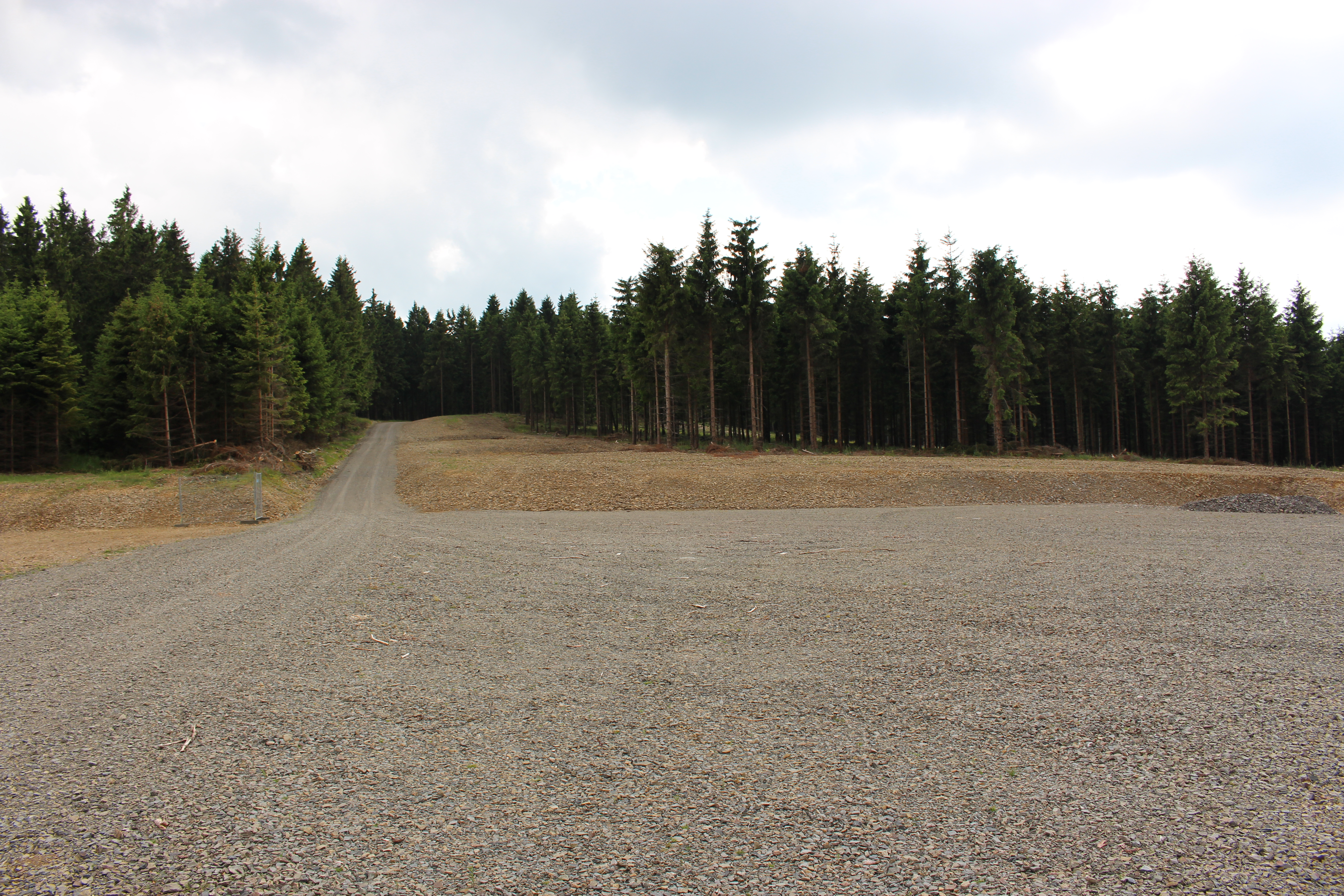
Flächenverbrauch für Zuwege

Gegen das Projekt formierte sich der Widerstand in der Bevölkerung unter der Bürgerinitiative „Wind-Energie-Gewinnung, aber sinnvoll“ (WEGAS). Kritik richtet gegen den kurzen Abstand von etwa 90 Metern zweier Windräder zu einem Vogelschutzgebiet. An diesem Stand sei die Windgeschwindigkeit für einen sinnvollen Betrieb nicht gegeben. Ferner gefährde das Getriebeöl die Ilsequelle. Allgemein werden Beeinträchtigungen des Naherholungsgebietes befürchtet. Kritisch seien auch die breit angelegten Erschließungswege und die großen Brachflächen im Wald.
Von den ursprünglich zehn geplanten Anlagen wurde deren Anzahl nach Widerstand der ortsansässigen Bevölkerung auf sieben Anlagen vorgenommen. Kritisiert wurde der zu geringe Abstand von drei Anlagen, welche bis auf 550 Meter an die Wohnbebauung heranragten. Deswegen wurde eine Verschiebung angeregt. Schließlich wurden die Anlagen, welche sich sehr nah von Sohl befanden, sowie später die Anlage nahe der Ilsequelle von den Planungen gestrichen.
Neben der Kritik an einzelnen Standorten gab es allgemeine Kritik wegen Lärm sowie die Auswirkungen auf Natur, Tourismus und die Immobilien-Werte (vgl. auch: Allgemeine Kritik an Windkraftanlagen).